# وردة بعزيز شريفي
وردة بعزيز شريفي (1958) شاعرة وروائية جزائرية.

## سيرة
وردة عزيز الشريفي ولدت عام 1958 في عزازقة بولاية تيزي وزو. تشارك بشكل فعال في الأنشطة الأدبية في مختلف القرى والمدن الجزائرية من خلال المقاهي الأدبية. كانت وردة بعزيز شريفي معلمة لغة إنجليزية في السابق، ثم اتجهت إلى الكتابة باللغة الفرنسية بعد تقاعدها، حيث تأملت في الحقائق الاجتماعية والثقافية في بلدها.

## أعمال مختارة
- Amour de guerre, 2015.[4]
- Principes et amertumes, 2017.[5]
- Les survivants de l'oubli, 2018.[6]
- Mots et Maux, 2019.[7]
- Quand pleure le jasmin, 2020.[8]
- Tu seras grand, mon fils!, 2021.[9]
- Comme un coup de Massue, 2022.[10]

## الجوائز والأوسمة
فازت بالجائزة الأولى في مسابقة Femmes de demain في عام 2020 عن روايتها Quand pleure le jasmin، والتي كانت من بين الفائزين الثلاثة في مسابقة Plus jamais invisibles في عام 2020، والتي نظمتها Femmes de demain بالشراكة مع هيئة الأمم المتحدة للمرأة. كرمت بدار الثقافة مولود معمري بتيزي وزو بمناسبة اليوم العالمي للمرأة في 8 مارس 2023.